# Kreisgericht Wongrowitz
Das Kreisgericht Wongrowitz war von 1849 bis 1878 ein preußisches Kreisgericht mit Sitz in Wongrowitz.

## Geschichte
In Wongrowitz bestand bis 1849 das Land- und Stadtgericht Wongrowiec. Nach der Märzrevolution wurde dieses Gericht aufgehoben und in der ganzen Provinz Posen einheitlich Kreisgerichte gebildet. In Wongrowitz entstand so das Kreisgericht Wongrowitz. Es war eines von neun Kreisgerichten im Sprengel des Appellationsgerichts Bromberg. 
Der Sprengel des Kreisgerichts Wongrowitz umfasste den Kreis Wongrowitz mit den Städten Gollanz, Janowiec, Lekno, Lopienno, Mietschisko, Schokken und Wongrowitz mit 51.166 Gerichtseingesessenen (1861). Das Kreisgericht Gnesen war das zuständige Schwurgericht für das Kreisgericht Wongrowitz. Gerichtstage wurden in Janowiec gehalten. Das Gericht bestand aus einem Direktor und acht Kreisrichtern.
Im Rahmen der Reichsjustizgesetze wurde das Gerichtswesen in Deutschland 1879 vereinheitlicht. Damit wurde das Kreisgericht Wongrowitz aufgehoben und das königlich preußische Amtsgericht Wongrowitz mit Wirkung zum 1. Oktober 1879 als eines von sechs Amtsgerichten im Bezirk des Landgerichtes Gnesen als Nachfolger gebildet.